# Place Saint-Éloi
 (août 2023).
Si vous disposez d'ouvrages ou d'articles de référence ou si vous connaissez des sites web de qualité traitant du thème abordé ici, merci de compléter l'article en donnant les références utiles à sa vérifiabilité et en les liant à la section « Notes et références ».

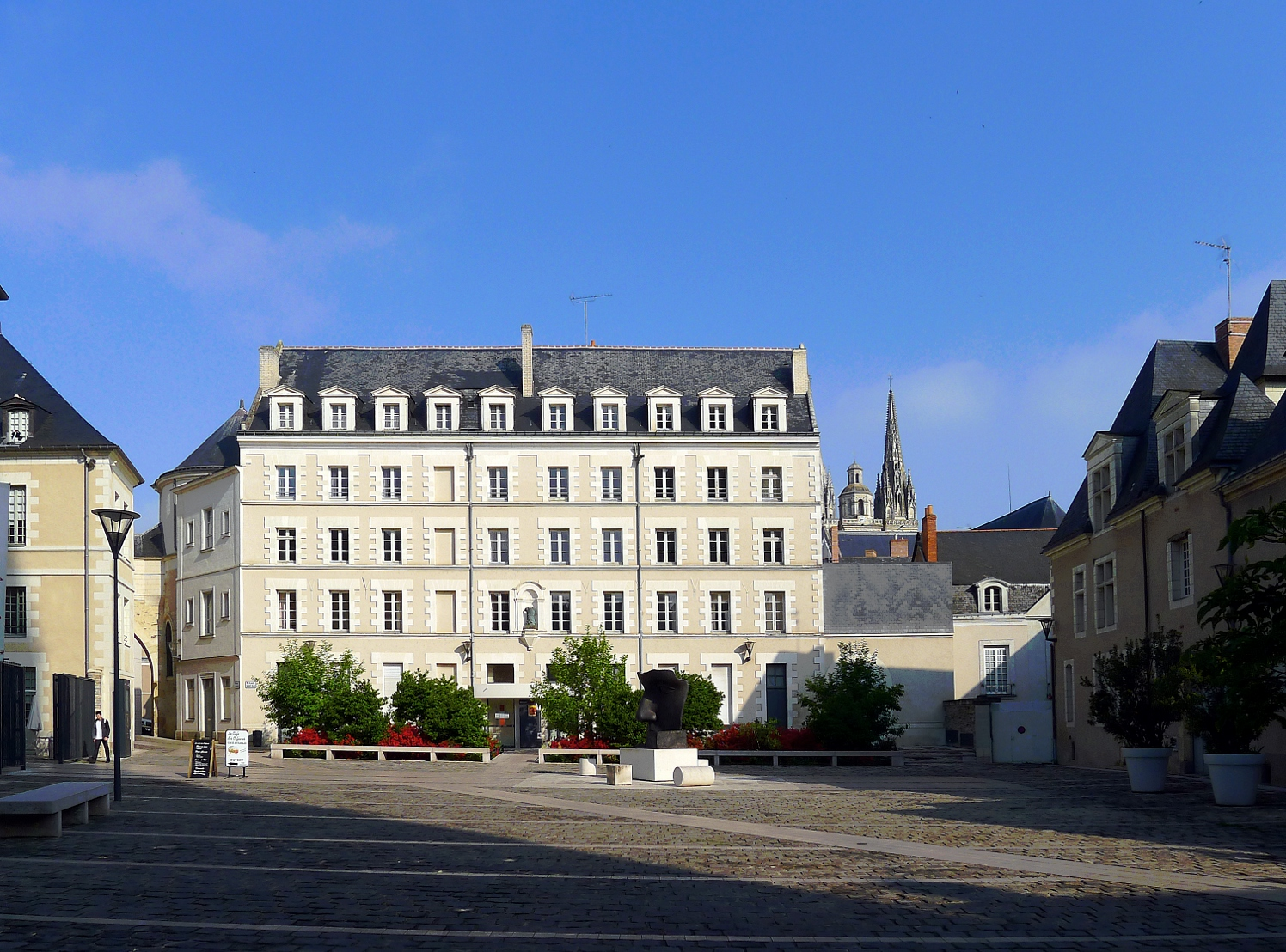
Angers, Place Saint-Éloi.

La Place Saint-Éloi est une place piétonnière pavée située au cœur d'Angers.

## Bâtiments remarquables et lieux de mémoire
Plusieurs édifices et monuments se trouvent sur la place :
- Le Musée des Beaux-Arts d'Angers
- L'Institut Municipal
- L'Abbaye Saint-Aubin d'Angers
- La statue Per Adriano (Pour Hadrien), œuvre du sculpteur Igor Mitoraj

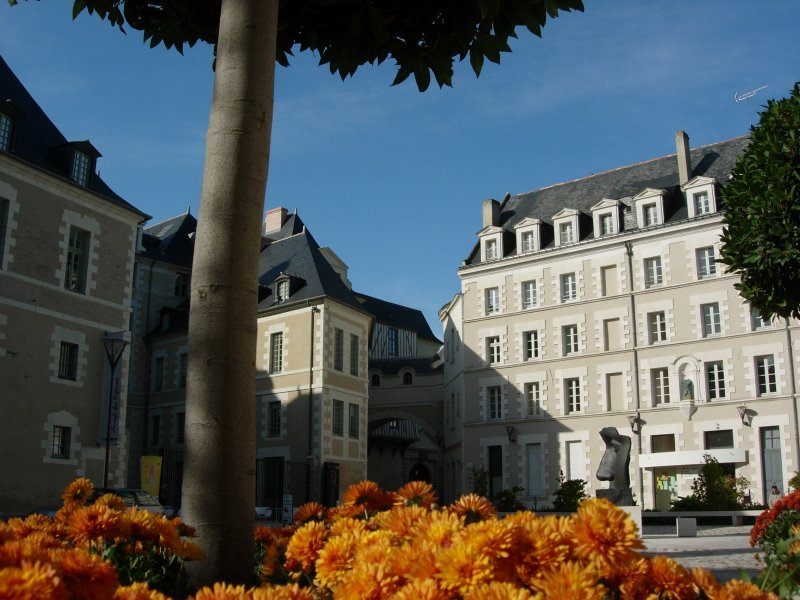
Statue Per Adriano
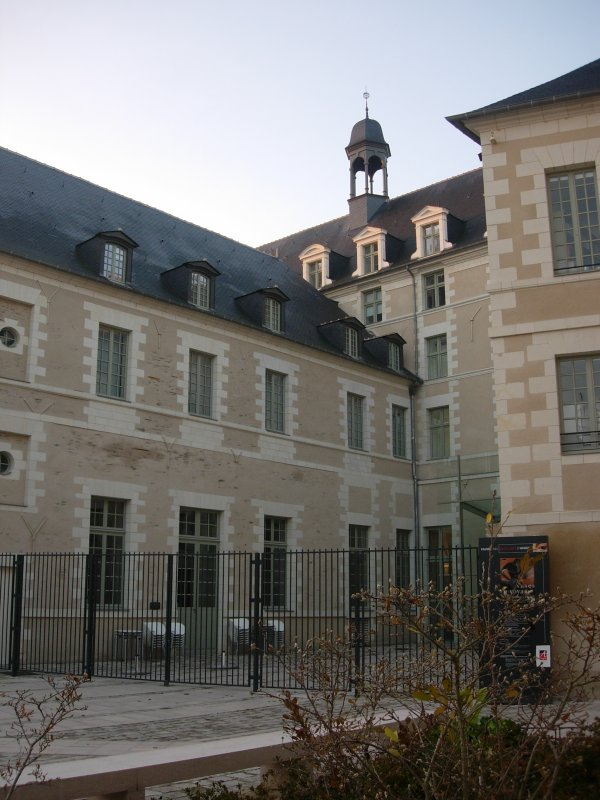
Musée des beaux-arts
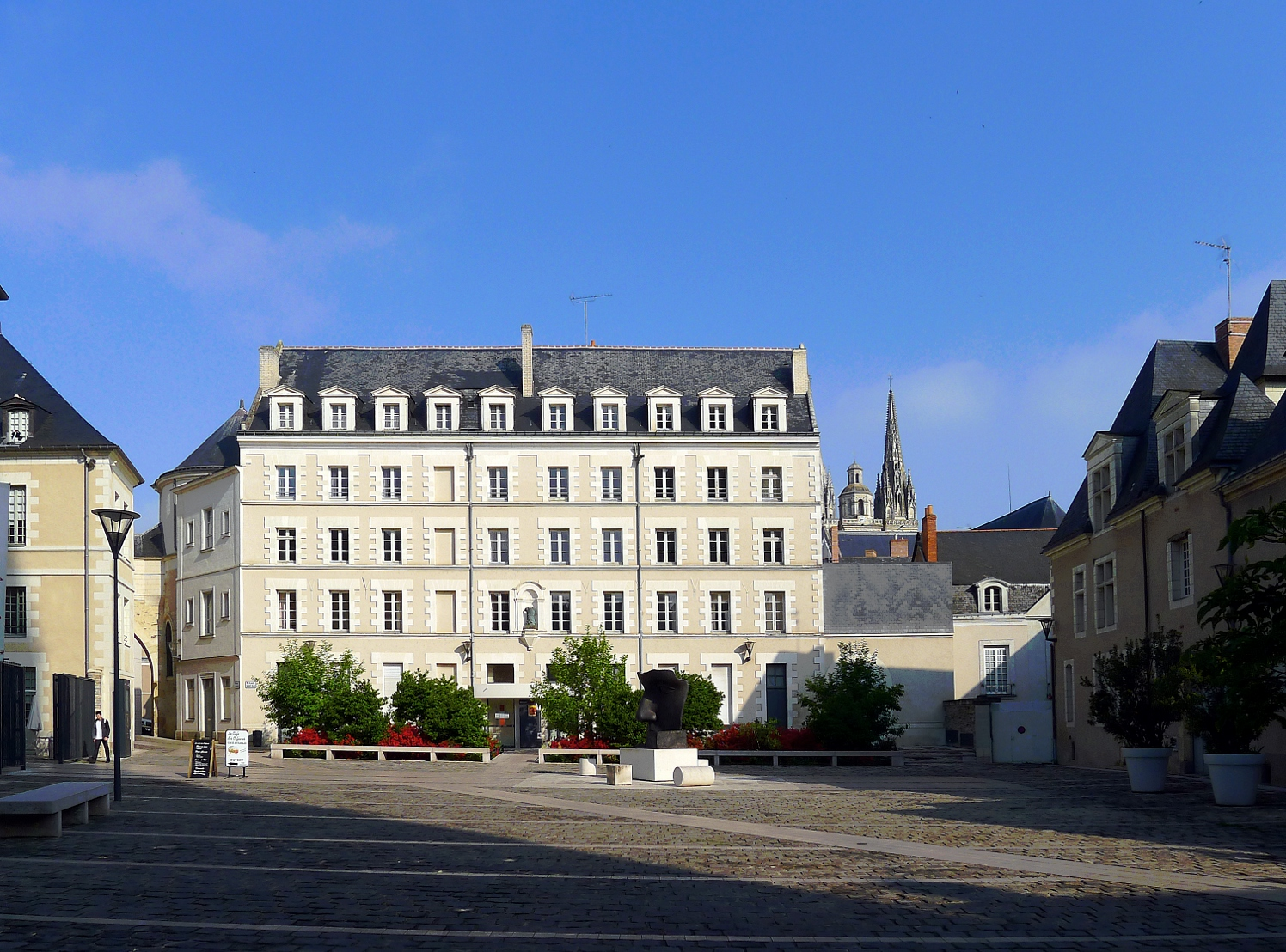